# Rosalinda Bueso
Rosalinda Bueso Asfura (Tegucigalpa, 4 de junio de 1977) es una economista y diplomática hondureña, naturalizada mexicana, miembro del Movimiento Regeneración Nacional. Se desempeñó como embajadora de Honduras en México de 2007 a 2010. Desde 2011 se encuentra casada con el político y ex canciller mexicano, Marcelo Ebrard.

## Biografía
Hija del médico oftalmólogo Francisco Bueso y Rosalinda Asfura. Estudió la carrera de Administración de Empresas Turísticas y la carrera de Mercadotecnia y Ventas, en la Universidad Tecnológica Centroamericana (UNITEC).

## Trayectoria profesional
En febrero de 2006, ingresó al servicio diplomático como Coordinadora del Ceremonial Diplomático y Enlace con la Cancillería de Honduras, en el gobierno de Manuel Zelaya, cargo en el que permaneció durante 8 meses. En octubre de 2006 fue nombrada Embajadora Itinerante, Coordinadora de Cooperación, Inversión y Libre Comercio. En abril de 2007, Rosalinda Bueso Asfura fue nombrada embajadora de Honduras en México.

## Trayectoria política

### Crisis de 2009
Dos años después de desempeñar el cargo de embajadora, Bueso se enfrentó a una delicada crisis política en Honduras. El 28 de junio de 2009 Roberto Micheletti da un golpe de Estado contra el gobierno de José Manuel Zelaya Rosales quien fue expulsado de Honduras y llevado a San José capital de la república de Costa Rica. Como miembro del gobierno de Zelaya Rosales, Bueso no pudo entrar a la embajada ubicada en la Colonia Condesa de la Ciudad de México, por órdenes del gobierno De facto, que tomó el control del país centroamericano.
Más tarde, el 21 de julio de 2009, la Secretaría de Relaciones Exteriores reconoció a Bueso como la embajadora de Honduras en México y al resto de los funcionarios como los únicos diplomáticos de Honduras acreditados en México. 
A su vez, el gobierno del Distrito Federal, encabezado por Marcelo Ebrard Casaubón, apoyó al gobierno de José Manuel Zelaya y, por ende, a la representante de Honduras en México, enviando a la policía a la embajada para que se les permitiera el acceso. Bueso ingresaría finalmente el 22 de julio de 2009. El apoyo y seguridad que ofreció Ebrard fue fundamental para que Bueso pudiera recuperar las oficinas de la legación diplomática.
En junio de 2019, Rosalinda representó a México durante las reuniones de las primeras damas en la cumbre del G20 celebrada en Osaka.